# Toro Rosso STR2
Toro Rosso STR2 – bolid teamu Scuderia Toro Rosso na sezon 2007. Za kierownicą bolidu Toro Rosso STR2 zasiedli Włoch Vitantonio Liuzzi oraz Amerykanin Scott Speed, który pod koniec sezonu został zastąpiony przez Sebastiana Vettela. Powstała także wersja STR2B, która była używana w sezonie 2008 do Grand Prix Turcji. Wersję B prowadzili Sebastian Vettel i Francuz Sébastien Bourdais.

## Wyniki
| Legenda oznaczeń w tabelach wyników Wyświetl szablon na nowej stronie | Legenda oznaczeń w tabelach wyników Wyświetl szablon na nowej stronie                                                                     |
| Oznaczenie                                                            | Wyjaśnienie |
| --------------------------------------------------------------------- | --- |
| Złoty                                                                 | Zwycięzca lub mistrzostwo |
| Srebrny                                                               | 2. miejsce lub wicemistrzostwo |
| Brązowy                                                               | 3. miejsce lub II wicemistrzostwo |
| Zielony                                                               | Ukończył, punktował (w klasyfikacji generalnej, gdy zdobył co najmniej jeden punkt na przestrzeni sezonu, poza trzema powyższymi opcjami) |
| Niebieski                                                             | Ukończył, nie punktował (w klasyfikacji generalnej, gdy nie zdobył co najmniej jednego punktu na przestrzeni sezonu)                      |
| Czerwony                                                              | Nie zakwalifikował się (NZ) |
| Czerwony                                                              | Nie prekwalifikował się (NPK) |
| Różowy                                                                | Nie ukończył (NU) |
| Różowy                                                                | Niesklasyfikowany (NS) (w klasyfikacji generalnej, gdy nie został sklasyfikowany w żadnym wyścigu sezonu)                                 |
| Czarny                                                                | Zdyskwalifikowany (DK) |
| Czarny                                                                | Wykluczony (WYK/EX) |
| Biały                                                                 | Nie wystartował (NW) |
| Biały                                                                 | Kontuzjowany (K/INJ) |
| Biały                                                                 | Wyścig odwołany (OD/C) |
| Bez koloru                                                            | Został wycofany (WYC/WD) |
| Bez koloru                                                            | Nie przybył (NP/DNA) |
| Bez koloru                                                            | Nie brał udziału w treningach (NT/DNP) |
| Bez koloru                                                            | Nie został zgłoszony (–) |
| Pogrubienie                                                           | Start z pole position |
| Kursywa                                                               | Najszybsze okrążenie wyścigu |
| †                                                                     | Nie ukończył, ale jego rezultat został zaliczony ze względu na przejechanie więcej niż 90% dystansu wyścigu.                              |
| *                                                                     | Sezon w trakcie |
| 1/2/3                                                                 | Punktowana pozycja w sprincie kwalifikacyjnym                                                                                             |
| Lista systemów punktacji Formuły 1                                    | |

| Sezon | Konstruktor        | Kierowcy           | Wyniki w poszczególnych eliminacjach | Wyniki w poszczególnych eliminacjach | Wyniki w poszczególnych eliminacjach | Wyniki w poszczególnych eliminacjach | Wyniki w poszczególnych eliminacjach | Wyniki w poszczególnych eliminacjach | Wyniki w poszczególnych eliminacjach | Wyniki w poszczególnych eliminacjach | Wyniki w poszczególnych eliminacjach | Wyniki w poszczególnych eliminacjach | Wyniki w poszczególnych eliminacjach | Wyniki w poszczególnych eliminacjach | Wyniki w poszczególnych eliminacjach | Wyniki w poszczególnych eliminacjach | Wyniki w poszczególnych eliminacjach | Wyniki w poszczególnych eliminacjach | Wyniki w poszczególnych eliminacjach | Wyniki w poszczególnych eliminacjach | Wyniki kierowców | Wyniki kierowców | Wyniki konstruktora | Wyniki konstruktora |
| Sezon | Konstruktor        | Kierowcy           | AUS                                  | MAL                                  | BHR                                  | ESP                                  | MON                                  | CAN                                  | USA                                  | FRA                                  | GBR                                  | GER                                  | HUN                                  | TUR                                  | ITA                                  | BEL                                  | JPN                                  | CHN                                  | BRA                                  |                                      | Punkty           | Pozycja          | Punkty              | Pozycja             |
| ----- | ------------------ | ------------------ | ------------------------------------ | ------------------------------------ | ------------------------------------ | ------------------------------------ | ------------------------------------ | ------------------------------------ | ------------------------------------ | ------------------------------------ | ------------------------------------ | ------------------------------------ | ------------------------------------ | ------------------------------------ | ------------------------------------ | ------------------------------------ | ------------------------------------ | ------------------------------------ | ------------------------------------ | ------------------------------------ | ---------------- | ---------------- | ------------------- | ------------------- |
| 2007  | Toro Rosso-Ferrari | Vitantonio Liuzzi  | 14                                   | 17                                   | NU                                   | NU                                   | NU                                   | NU                                   | 16                                   | NU                                   | 16                                   | NU                                   | NU                                   | 15                                   | 17                                   | 12                                   | 9                                    | 6                                    | 13                                   |                                      | 3                | 18               | 8                   | 7                   |
| 2007  | Toro Rosso-Ferrari | Scott Speed        | NU                                   | 14                                   | NU                                   | NU                                   | 9                                    | NU                                   | 13                                   | NU                                   | NU                                   | NU                                   | –                                    | –                                    | –                                    | –                                    | –                                    | –                                    | –                                    |                                      | 0                | 21               | 8                   | 7                   |
| 2007  | Toro Rosso-Ferrari | Sebastian Vettel   | –                                    | –                                    | –                                    | –                                    | –                                    | –                                    | –                                    | –                                    | –                                    | –                                    | 16                                   | 19                                   | 18                                   | NU                                   | NU                                   | 4                                    | NU                                   |                                      | 5 (1)            | 14               | 8                   | 7                   |
|       |                    |                    | AUS                                  | MAL                                  | BHR                                  | ESP                                  | TUR                                  | MON                                  | CAN                                  | FRA                                  | GBR                                  | GER                                  | HUN                                  | ESP                                  | BEL                                  | ITA                                  | SIN                                  | JPN                                  | CHN                                  | BRA                                  | Punkty           | Pozycja          | Punkty              | Pozycja             |
| 2008  | Toro Rosso-Ferrari | Sébastien Bourdais | 7†                                   | NU                                   | 15                                   | NU                                   | NU                                   | –                                    | –                                    | –                                    | –                                    | –                                    | –                                    | –                                    | –                                    | –                                    | –                                    | –                                    | –                                    | –                                    | 2 (2)            | 18               | 2 (37)              | 6                   |
| 2008  | Toro Rosso-Ferrari | Sebastian Vettel   | NU                                   | NU                                   | NU                                   | NU                                   | 17                                   | –                                    | –                                    | –                                    | –                                    | –                                    | –                                    | –                                    | –                                    | –                                    | –                                    | –                                    | –                                    | –                                    | 0 (35)           | 8                | 2 (37)              | 6                   |